# Ivo Andrić
Ivo Andrić (chữ Kirin: Иво Андрић; 10 tháng 10 năm 1892 – 13 tháng 3 năm 1975) là nhà văn Nam Tư đoạt giải Nobel Văn học năm 1961.

## Tiểu sử
Ivo Andrić sinh ở làng Dolac, gần Travnik, Bosna và Hercegovina, khi đó thuộc Đế chế Áo-Hung. Tên là Ivan nhưng mọi người thường gọi là Ivo. Bố mất năm Ivo lên 2, mẹ phải đưa con đến ở nhờ một bà dì. Thời trẻ Ivo Andrić sống ở Bosnia nên ông có điều kiện tiếp xúc với nhiều tầng lớp đại chúng của nhiều sắc tộc, nhiều tôn giáo, nhiều nền văn hóa khác nhau vùng Balkan. Ông học triết học tại các đại học ở Zagreb, Viên và Kraków. Chiến tranh thế giới thứ nhất nổ ra khiến ông phải nghỉ học; sau đó bị bỏ tù do hành động chống Đế quốc Áo. Năm 1923, Ivo Andrić nhận học vị tiến sĩ tại trường Đại học Graz, làm việc tại Bộ ngoại giao Nam Tư. Chức vụ cuối cùng mà ông nắm giữ là Tham tán tại Đại sứ quán Nam Tư ở Berlin. Khi Đức xâm lược Nam Tư năm 1939, Ivo Andrić trở lại Beograd cho tới hết Chiến tranh thế giới thứ hai, sau đó tiếp tục sống ở thủ đô Nam Tư.
Ivo Andrić bắt đầu sự nghiệp văn chương với vai trò là nhà thơ: năm 1918 ra đời tập thơ Ex ponto (Từ biển), và hai năm sau là tập Немири (Lo lắng). Sau đó, ông tập trung viết truyện ngắn. Cuốn đầu tiên là Пут Алије Ђерзелеза (Chuyến đi của Alija Djerzelez), xuất bản năm 1920, được coi là một trong những tác phẩm nổi trội trong cuộc đời sáng tác của Ivo Andrić. Trong thời gian Chiến tranh thế giới thứ hai, ông gần như bị quản thúc tại nhà; không thể tham gia cuộc kháng chiến chống phát xít, ông tập trung sáng tác. Năm 1941 - 1945 ông viết bộ sách có tên gọi chung "Bộ ba Bosna" với ba tiểu thuyết trở thành kiệt tác, На Дрини ћуприја (Nhịp cầu trên sông Drina), Травничка хроника (Sử biên niên Travnicka) và Госпођица (Tiểu thư); trong đó nổi tiếng nhất là Nhịp cầu trên sông Drina, kể về cuộc chiến giữa những người Do Thái giáo, Hồi giáo và Kitô giáo trong lịch sử mấy trăm năm của Bosna.
Ivo Andrić đạt tới đỉnh cao danh tiếng sau chiến tranh và trở thành một trong những nhà văn hàng đầu của Liên bang Nam Tư (mà Bosna là một trong sáu thành viên), vào Đảng Cộng sản và giữ chức Chủ tịch Hội Nhà văn Nam Tư. Năm 1948, ông giới thiệu cuốn Nove pripovetke (Những câu chuyện mới) viết về vấn đề con người xã hội lúc bấy giờ, về tâm lý của con người trong chiến tranh, về thời kì hậu chiến. Năm 1960, ông cho xuất bản tuyển tập truyện ngắn Lica (Những gương mặt). Ivo Andrić cũng viết một số khảo luận, trong đó nổi bật là Zapisi o Goji (Những ghi chép về Goya). Năm 1961 ông được nhận giải Nobel vì tài năng nghệ thuật sử thi "cho phép đặt ra những vấn đề và những số phận con người gắn với lịch sử đất nước một cách đầy đủ nhất". Ông mất năm 1975 ở Beograd.

## Tác phẩm
- Ex ponto (Từ biển, 1918), tập thơ
- Немири (Lo lắng, 1919), tập thơ
- Пут Алије Ђерзелеза (Chuyến đi của Alija Djerzelez, 1920), tiểu thuyết
- Pripovetke (Truyện ngắn, 3 tập, 1924, 1931, 1936), truyện ngắn
- На Дрини ћуприја (Nhịp cầu trên sông Drina, 1945), tiểu thuyết
- Травничка хроника (Sử biên niên Travnicka, 1945), tiểu thuyết
- Госпођица (Tiểu thư, 1945), tiểu thuyết
- Nove pripovetke (Những câu chuyện mới, 1948), tập truyện
- Проклета авлија (Khu vườn bị nguyền rủa, 1954), truyện vừa
- Lica (Những gương mặt, 1960), tuyển tập truyện
- Zapisi o Goji (Những ghi chép về Goya, 1961), tiểu luận
- Омерпаша Латас (Omer-Pasha Latas, in sau khi mất vào năm 1977)